# Kababina superna
Kababina superna là một loài nhện trong họ Stiphidiidae.
Loài này thuộc chi Kababina. Kababina superna được V. T. Davies miêu tả năm 1995.